# PWG World Championship
Le PWG World Championship est un titre mondial de catch, actuellement utilisé à la fédération Pro Wrestling Guerrilla. Il a été créé par la PWG en 2003. À l'heure actuelle, le titre connait 24 règnes pour un total de 18 champions. Le titre fut vacant à 3 reprises.

## Histoire
Le 30 août 2003, Frankie Kazarian bat Joey Ryan et devient le premier PWG Champion.
Durant la tournée européenne de la Pro Wrestling Guerrilla, en février 2006, le PWG Championship, détenu par Joey Ryan, fut renommé PWG World Championship.
Le 4 septembre 2009, Bryan Danielson bat Chris Hero et met un terme au plus long règne au titre mondial, soit 425 jours. Adam Cole bat ce record le 25 mai 2014 en le conservant 538 jours, après l'avoir perdu contre Kyle O'Reilly.

## Statistiques
| Record                 | Détenteur du record | Chiffre    |
| ---------------------- | ------------------- | ---------- |
| Le plus de règnes      | Kevin Steen         | 3          |
| Règne le plus long     | Adam Cole           | 538 jours  |
| Règne le plus court    | Bryan Danielson     | 10 minutes |
| Champion le plus âgé   | Roderick Strong     | 31 ans     |
| Champion le plus jeune | El Generico         | 22 ans     |
| Champion le plus lourd | Adam Pearce         | 111 kg     |
| Champion le plus léger | Human Tornado       | 77 kg      |

## Historique des règnes
| #   | Champion           | Nombre de règnes | Date              | Jours  | Lieu                    | Évènement                           | Notes | Réf    |
| --- | ------------------ | ---------------- | ----------------- | ------ | ----------------------- | ----------------------------------- | --- | ------ |
| 1.  | Frankie Kazarian   | 1                | 30 août 2003      | 176    | Industry, Californie    | Bad Ass Mother 3000                 | Bat Joey Ryan en finale du tournoi pour devenir le premier PWG Champion.                                        | [ 1 ]  |
| 2.  | Adam Pearce        | 1                | 22 février 2004   | 139    | Santa Ana, Californie   | Taste The Radness                   | Dans un Chicago Street Fight                                                                                    | [ 2 ]  |
| 3.  | Frankie Kazarian   | 2                | 10 juillet 2004   | 126    | Los Angeles, Californie | The Reason for the Season           | Dans un Loser Leaves Town steel cage match.                                                                     | [ 3 ]  |
| 4.  | Super Dragon       | 1                | 13 novembre 2004  | 140    | Los Angeles, Californie | Free Admission (Just Kidding)       | | [ 4 ]  |
| 5.  | A.J. Styles        | 1                | 2 avril 2005      | 126    | Los Angeles, Californie | All Star Weekend                    | | [ 5 ]  |
| 6.  | Kevin Steen        | 1                | 6 août 2005       | 119    | Los Angeles, Californie | Zombies Shouldn't Run               | | [ 6 ]  |
| 7.  | Joey Ryan          | 1                | 3 décembre 2005   | 406    | Los Angeles, Californie | Chanukah Chaos (The C's Are Silent) | Le titre fut renommé PWG World Championship après la tournée en Europe de la PWG.                               | ,      |
| 8.  | Human Tornado      | 1                | 13 janvier 2007   | 42     | Reseda, Californie      | Based on a True Story               | Dans un Guerrilla Warfare match.                                                                                | [ 9 ]  |
| 9.  | El Generico        | 1                | 24 février 2007   | 155    | Van Nuys, Californie    | Holy Diver Down                     | | [ 10 ] |
| 10. | Bryan Danielson    | 1                | 29 juillet 2007   | 160    | Burbank, Californie     | Giant-Size Annual #4                | | [ 11 ] |
| 11. | Low Ki             | 1                | 5 janvier 2008    | 32     | Van Nuys, Californie    | All-Star Weekend 6                  | | [ 12 ] |
| _   | Vacant             | _                | 6 février 2008    | _      | _                       | _                                   | Le titre fut retiré à la suite d'une blessure de Low Ki lors d'un de ses combats dans une fédération japonaise. | [ 12 ] |
| 12. | Human Tornado      | 2                | 24 février 2008   | 133    | Reseda, Californie      | ¡Dia de los Dangerous!              | Bat Karl Anderson et Roderick Strong en finale d'un 5-Man Tournament.                                           | [ 13 ] |
| 13. | Chris Hero         | 1                | 6 juillet 2008    | 425    | Reseda, Californie      | Life During Wartime                 | Dans un Guerrilla Warfare Steel Cage match.                                                                     | [ 14 ] |
| 14. | Bryan Danielson    | 2                | 4 septembre 2009  | 0      | Reseda, Californie      | Guerre Sans Frontière               | | [ 15 ] |
| _   | Vacant             | _                | 4 septembre 2009  | _      | _                       | _                                   | Le titre fut retiré immédiatement à la suite du départ de Bryan Danielson à la WWE.                             | [ 15 ] |
| 15. | Kenny Omega        | 1                | 21 novembre 2009  | 98     | Reseda, Californie      | Battle of Los Angeles 2009          | Bat Roderick Strong en finale de Battle of Los Angeles 2009.                                                    | [ 16 ] |
| 16. | Davey Richards     | 1                | 27 février 2010   | 89     | Reseda, Californie      | As the Worm Turns                   | | [ 17 ] |
| _   | Vacant             | _                | 13 septembre 2010 | _      | _                       | _                                   | Davey Richards abandonne son titre car il était dans l'incapacité de le défendre.                               | [ 17 ] |
| 17. | Claudio Castagnoli | 1                | 9 octobre 2010    | 287    | Reseda, Californie      | The Curse of Guerrilla Island       | Bat Brandon Gatson, Chris Hero et Joey Ryan dans un Four Way match.                                             | [ 18 ] |
| 18. | Kevin Steen        | 2                | 23 juillet 2011   | 91     | Reseda, Californie      | Eight                               | | [ 19 ] |
| 19. | El Generico        | 2                | 22 octobre 2011   | 147    | Reseda, Californie      | Steen Wolf                          | Dans un Ladder match.                                                                                           | [ 20 ] |
| 20. | Kevin Steen        | 3                | 17 mars 2012      | 259    | Reseda, Californie      | World's Finest                      | Dans un Triple Threat match qui incluait Eddie Edwards.                                                         | [ 21 ] |
| 21. | Adam Cole          | 1                | 1er décembre 2012 | 538    | Reseda, Californie      | Mystery Vortex                      | Dans un Guerrilla Warfare match.                                                                                | [ 22 ] |
| 22. | Kyle O'Reilly      | 1                | 25 mai 2014       | 203    | Reseda, Californie      | Sold Our Soul for Rock N Roll       | Dans un Knock Out or Submission match.                                                                          | [ 23 ] |
| 23. | Roderick Strong    | 1                | 12 décembre 2014  | 449    | Reseda, Californie      | Black Cole Sun                      | Dans un Guerrilla Warfare match.                                                                                | [ 24 ] |
| 24. | Zack Sabre, Jr.    | 1                | 5 mars 2016       | 489    | Reseda, Californie      | All Star Weekend 12                 | | [ 25 ] |
| 25. | Chuck Taylor       | 1                | 7 juillet 2017    | 106    | Reseda, Californie      | Pushin Forward back                 | | .      |
| 26. | Ricochet           | 1                | 21 octobre 2017   | 83     | Reseda, Californie      | All Star Weekend 13 - Night Two     | | ,.     |
| 27. | Chuck Taylor       | 2                | 12 janvier 2018   | 70     | Reseda, Californie      | Mystery Vortex V                    | Dans un Guerrilla Warfare match                                                                                 | ,.     |
| 28. | Keith Lee          | 1                | 23 mars 2018      | 29     | Los Angeles, Californie | Time is a Flat Circle               | | ,.     |
| 29. | WALTER             | 1                | 21 avril 2018     | 181    | Reseda, Californie      | All Star Weekend 14 - Night Two     | Dans un Triple Threat match qui incluait également Jonah Rock                                                   | .      |
| 30. | Jeff Cobb          | 1                | 19 octobre 2018   | 427    | Los Angeles, Californie | Smokey and the Bandido              | | ,.     |
| 31. | Bandido            | 1                | 20 décembre 2019  | 863    | Los Angeles, Californie | The Makings of a Varsity Athlete    | | ,.     |
| 32. | Daniel Garcia      | 1                | 1er mai 2022      | 1 048+ | Los Angeles, Californie | Delivering the Goods                | | ,.     |

## Règnes combinés
| Rang | Catcheur           | Règne | Jours combinés |
| ---- | ------------------ | ----- | -------------- |
| 1.   | Adam Cole          | 1     | 538            |
| 2.   | Kevin Steen        | 3     | 469            |
| 3.   | Zack Sabre, Jr.    | 1     | 489            |
| 3.   | Roderick Strong    | 1     | 449            |
| 4.   | Chris Hero         | 1     | 425            |
| 5.   | Joey Ryan          | 1     | 406            |
| 6.   | El Generico        | 2     | 303            |
| 7.   | Frankie Kazarian   | 2     | 302            |
| 8.   | Claudio Castagnoli | 1     | 287            |
| 9.   | Kyle O'Reilly      | 1     | 203            |
| 10.  | Davey Richards     | 1     | 198            |
| 11.  | WALTER             | 1     | 181            |
| 12.  | Chuck Taylor       | 2     | 176            |
| 13.  | Human Tornado      | 2     | 175            |
| 14.  | Bryan Danielson    | 2     | 160            |
| 15.  | Super Dragon       | 1     | 140            |
| 16.  | Adam Pearce        | 1     | 139            |
| 17.  | A.J. Styles        | 1     | 126            |
| 18.  | Kenny Omega        | 1     | 98             |
| 19.  | Ricochet           | 1     | 83             |
| 20.  | Jeff Cobb          | 1     | 2 338+         |
| 21.  | Low Ki             | 1     | 32             |
| 22.  | Keith Lee          | 1     | 29             |